# Vocală

Vocala cea mai răspândită în limbile lumii.

În fonetică, o vocală este un sunet elementar din limbile vorbite, caracterizat printr-o configurație deschisă a căii vocale care nu împiedică în mod semnificativ ieșirea aerului. O definiție exactă care să acopere toate limbile existente nu se poate da, întrucât limita de separație între vocale și consoane este uneori neclară și nu se poate preciza întotdeauna ce înseamnă o cale vocală liberă. Un exemplu este consoana [h] care de fapt nu blochează în nici un fel calea vocală, dar care în toate limbile în care există se comportă fonologic ca o consoană. Un alt exemplu este sunetul [l] care, dacă în limba română este mereu o consoană, în limba engleză se întâmplă să se comporte ca vocală, cum ar fi de exemplu în cuvântul "table" (masă) pronunțat /'teɪbl/. (Pentru transcrierile fonetice vezi Alfabetul Fonetic Internațional.)
În cursul vorbirii două sau mai multe vocale pot să apară în succesiune. În asemenea cazuri vocalele pot să formeze fie hiaturi, atunci când fac parte din silabe diferite (de exemplu în cuvântul mie, pronunțat /'mi.e/), fie diftongi sau triftongi, atunci când se pronunță împreună într-o singură silabă (de exemplu în cuvântul miere: /'mje.re/). În acest din urmă caz, întrucât o silabă nu poate conține mai mult de o vocală propriu-zisă, celelalte sunete vocalice din silabă se numesc semivocale (în cazul exemplului anterior semivocala numită iot, /j/).
Cuvântul vocală poate să mai însemne și orice literă care reprezintă (în general) un sunet vocalic, chiar dacă uneori aceeași literă poate să nu simbolizeze o vocală din punct de vedere fonetic. De exemplu, deși limba franceză se scrie folosind cinci litere care pot fi clasificate ca vocale (a, e, i, o, u), fonetic numărul vocalelor este mult mai mare (10-15, în funcție de dialect). Acest articol nu se ocupă decât de sensul fonetic al termenului vocală.

## Vocalele din AFI
Alfabetul Fonetic Internațional (AFI) cuprinde simboluri grafice pentru aproape toate vocalele din limbile lumii, fie ca simboluri simple, fie în combinație cu diverse semne diacritice. Diagrama de mai jos arată vocalele orale din AFI, fără să țină seama de alte caracteristici precum tonul, lungimea sau nazalitatea.
| Vocale Vezi și AFI, consoane. | Vocale Vezi și AFI, consoane.                                         | Vocale Vezi și AFI, consoane.                                         | Vocale Vezi și AFI, consoane.                                         | Modificare                                                            | Modificare                                                            |
| Deschidere | Anterioritate                                                         | Anterioritate                                                         | Anterioritate                                                         | Anterioritate                                                         | Anterioritate                                                         |
| Deschidere | Anterioare                                                            | Semiant.                                                              | Centrale                                                              | Semipost.                                                             | Posterioare                                                           |
| Închise | \| i y ɨ ʉ ɯ u ɪ ʏ ʊ e ø ɘ ɵ ɤ o e̞ ø̞ ə o̞ ɛ œ ɜ ɞ ʌ ɔ æ ɐ a ɶ ä ɑ ɒ \| | \| i y ɨ ʉ ɯ u ɪ ʏ ʊ e ø ɘ ɵ ɤ o e̞ ø̞ ə o̞ ɛ œ ɜ ɞ ʌ ɔ æ ɐ a ɶ ä ɑ ɒ \| | \| i y ɨ ʉ ɯ u ɪ ʏ ʊ e ø ɘ ɵ ɤ o e̞ ø̞ ə o̞ ɛ œ ɜ ɞ ʌ ɔ æ ɐ a ɶ ä ɑ ɒ \| | \| i y ɨ ʉ ɯ u ɪ ʏ ʊ e ø ɘ ɵ ɤ o e̞ ø̞ ə o̞ ɛ œ ɜ ɞ ʌ ɔ æ ɐ a ɶ ä ɑ ɒ \| | \| i y ɨ ʉ ɯ u ɪ ʏ ʊ e ø ɘ ɵ ɤ o e̞ ø̞ ə o̞ ɛ œ ɜ ɞ ʌ ɔ æ ɐ a ɶ ä ɑ ɒ \| |
| Cvasiînchise | \| i y ɨ ʉ ɯ u ɪ ʏ ʊ e ø ɘ ɵ ɤ o e̞ ø̞ ə o̞ ɛ œ ɜ ɞ ʌ ɔ æ ɐ a ɶ ä ɑ ɒ \| | \| i y ɨ ʉ ɯ u ɪ ʏ ʊ e ø ɘ ɵ ɤ o e̞ ø̞ ə o̞ ɛ œ ɜ ɞ ʌ ɔ æ ɐ a ɶ ä ɑ ɒ \| | \| i y ɨ ʉ ɯ u ɪ ʏ ʊ e ø ɘ ɵ ɤ o e̞ ø̞ ə o̞ ɛ œ ɜ ɞ ʌ ɔ æ ɐ a ɶ ä ɑ ɒ \| | \| i y ɨ ʉ ɯ u ɪ ʏ ʊ e ø ɘ ɵ ɤ o e̞ ø̞ ə o̞ ɛ œ ɜ ɞ ʌ ɔ æ ɐ a ɶ ä ɑ ɒ \| | \| i y ɨ ʉ ɯ u ɪ ʏ ʊ e ø ɘ ɵ ɤ o e̞ ø̞ ə o̞ ɛ œ ɜ ɞ ʌ ɔ æ ɐ a ɶ ä ɑ ɒ \| |
| Semiînchise | \| i y ɨ ʉ ɯ u ɪ ʏ ʊ e ø ɘ ɵ ɤ o e̞ ø̞ ə o̞ ɛ œ ɜ ɞ ʌ ɔ æ ɐ a ɶ ä ɑ ɒ \| | \| i y ɨ ʉ ɯ u ɪ ʏ ʊ e ø ɘ ɵ ɤ o e̞ ø̞ ə o̞ ɛ œ ɜ ɞ ʌ ɔ æ ɐ a ɶ ä ɑ ɒ \| | \| i y ɨ ʉ ɯ u ɪ ʏ ʊ e ø ɘ ɵ ɤ o e̞ ø̞ ə o̞ ɛ œ ɜ ɞ ʌ ɔ æ ɐ a ɶ ä ɑ ɒ \| | \| i y ɨ ʉ ɯ u ɪ ʏ ʊ e ø ɘ ɵ ɤ o e̞ ø̞ ə o̞ ɛ œ ɜ ɞ ʌ ɔ æ ɐ a ɶ ä ɑ ɒ \| | \| i y ɨ ʉ ɯ u ɪ ʏ ʊ e ø ɘ ɵ ɤ o e̞ ø̞ ə o̞ ɛ œ ɜ ɞ ʌ ɔ æ ɐ a ɶ ä ɑ ɒ \| |
| Mijlocii | \| i y ɨ ʉ ɯ u ɪ ʏ ʊ e ø ɘ ɵ ɤ o e̞ ø̞ ə o̞ ɛ œ ɜ ɞ ʌ ɔ æ ɐ a ɶ ä ɑ ɒ \| | \| i y ɨ ʉ ɯ u ɪ ʏ ʊ e ø ɘ ɵ ɤ o e̞ ø̞ ə o̞ ɛ œ ɜ ɞ ʌ ɔ æ ɐ a ɶ ä ɑ ɒ \| | \| i y ɨ ʉ ɯ u ɪ ʏ ʊ e ø ɘ ɵ ɤ o e̞ ø̞ ə o̞ ɛ œ ɜ ɞ ʌ ɔ æ ɐ a ɶ ä ɑ ɒ \| | \| i y ɨ ʉ ɯ u ɪ ʏ ʊ e ø ɘ ɵ ɤ o e̞ ø̞ ə o̞ ɛ œ ɜ ɞ ʌ ɔ æ ɐ a ɶ ä ɑ ɒ \| | \| i y ɨ ʉ ɯ u ɪ ʏ ʊ e ø ɘ ɵ ɤ o e̞ ø̞ ə o̞ ɛ œ ɜ ɞ ʌ ɔ æ ɐ a ɶ ä ɑ ɒ \| |
| Semideschise | \| i y ɨ ʉ ɯ u ɪ ʏ ʊ e ø ɘ ɵ ɤ o e̞ ø̞ ə o̞ ɛ œ ɜ ɞ ʌ ɔ æ ɐ a ɶ ä ɑ ɒ \| | \| i y ɨ ʉ ɯ u ɪ ʏ ʊ e ø ɘ ɵ ɤ o e̞ ø̞ ə o̞ ɛ œ ɜ ɞ ʌ ɔ æ ɐ a ɶ ä ɑ ɒ \| | \| i y ɨ ʉ ɯ u ɪ ʏ ʊ e ø ɘ ɵ ɤ o e̞ ø̞ ə o̞ ɛ œ ɜ ɞ ʌ ɔ æ ɐ a ɶ ä ɑ ɒ \| | \| i y ɨ ʉ ɯ u ɪ ʏ ʊ e ø ɘ ɵ ɤ o e̞ ø̞ ə o̞ ɛ œ ɜ ɞ ʌ ɔ æ ɐ a ɶ ä ɑ ɒ \| | \| i y ɨ ʉ ɯ u ɪ ʏ ʊ e ø ɘ ɵ ɤ o e̞ ø̞ ə o̞ ɛ œ ɜ ɞ ʌ ɔ æ ɐ a ɶ ä ɑ ɒ \| |
| Cvasideschise | \| i y ɨ ʉ ɯ u ɪ ʏ ʊ e ø ɘ ɵ ɤ o e̞ ø̞ ə o̞ ɛ œ ɜ ɞ ʌ ɔ æ ɐ a ɶ ä ɑ ɒ \| | \| i y ɨ ʉ ɯ u ɪ ʏ ʊ e ø ɘ ɵ ɤ o e̞ ø̞ ə o̞ ɛ œ ɜ ɞ ʌ ɔ æ ɐ a ɶ ä ɑ ɒ \| | \| i y ɨ ʉ ɯ u ɪ ʏ ʊ e ø ɘ ɵ ɤ o e̞ ø̞ ə o̞ ɛ œ ɜ ɞ ʌ ɔ æ ɐ a ɶ ä ɑ ɒ \| | \| i y ɨ ʉ ɯ u ɪ ʏ ʊ e ø ɘ ɵ ɤ o e̞ ø̞ ə o̞ ɛ œ ɜ ɞ ʌ ɔ æ ɐ a ɶ ä ɑ ɒ \| | \| i y ɨ ʉ ɯ u ɪ ʏ ʊ e ø ɘ ɵ ɤ o e̞ ø̞ ə o̞ ɛ œ ɜ ɞ ʌ ɔ æ ɐ a ɶ ä ɑ ɒ \| |
| Deschise | \| i y ɨ ʉ ɯ u ɪ ʏ ʊ e ø ɘ ɵ ɤ o e̞ ø̞ ə o̞ ɛ œ ɜ ɞ ʌ ɔ æ ɐ a ɶ ä ɑ ɒ \| | \| i y ɨ ʉ ɯ u ɪ ʏ ʊ e ø ɘ ɵ ɤ o e̞ ø̞ ə o̞ ɛ œ ɜ ɞ ʌ ɔ æ ɐ a ɶ ä ɑ ɒ \| | \| i y ɨ ʉ ɯ u ɪ ʏ ʊ e ø ɘ ɵ ɤ o e̞ ø̞ ə o̞ ɛ œ ɜ ɞ ʌ ɔ æ ɐ a ɶ ä ɑ ɒ \| | \| i y ɨ ʉ ɯ u ɪ ʏ ʊ e ø ɘ ɵ ɤ o e̞ ø̞ ə o̞ ɛ œ ɜ ɞ ʌ ɔ æ ɐ a ɶ ä ɑ ɒ \| | \| i y ɨ ʉ ɯ u ɪ ʏ ʊ e ø ɘ ɵ ɤ o e̞ ø̞ ə o̞ ɛ œ ɜ ɞ ʌ ɔ æ ɐ a ɶ ä ɑ ɒ \| |
| Legendă: |                                                                       |                                                                       |                                                                       |                                                                       |                                                                       |
| ■ Celulele galbene corespund vocalelor din limba română. ■ Celulele crem indică vocale folosite rar în limba română. ■ Celulele gri corespund unor vocale rare, fără simbol fonetic. În perechile de vocale, în stânga figurează varianta nerotunjită, iar în dreapta cea rotunjită. |                                                                       |                                                                       |                                                                       |                                                                       |                                                                       |
| i y ɨ ʉ ɯ u ɪ ʏ ʊ e ø ɘ ɵ ɤ o e̞ ø̞ ə o̞ ɛ œ ɜ ɞ ʌ ɔ æ ɐ a ɶ ä ɑ ɒ |                                                                       |                                                                       |                                                                       |                                                                       |                                                                       |

## Vocalele limbii române
Limba română standard are un set de șapte vocale, evidențiate în diagrama de mai sus. Aceste vocale se pronunță ca în exemplele următoare:
- [a] ca în amar - vocală deschisă centrală nerotunjită
- [e] ca în elev - vocală mijlocie anterioară nerotunjită
- [i] ca în iris - vocală închisă anterioară nerotunjită
- [o] ca în ocol - vocală mijlocie posterioară rotunjită
- [u] ca în uluc - vocală închisă posterioară rotunjită
- [ə] ca în fără - vocală mijlocie centrală nerotunjită
- [ɨ] ca în vârî - vocală închisă centrală nerotunjită

Literele â și î se pronunță la fel, iar simbolul fonetic pentru acest sunet este [ɨ].
În afară de aceste șapte vocale în limba română mai pot să apară în cuvinte împrumutate și alte vocale:
- [ø] ca în bleu, loess - vocală mijlocie anterioară rotunjită
- [y] ca în führer, bruxelez - vocală închisă anterioară rotunjită

## Articularea vocalelor
Vocalele orale, precum cele din limba română, italiană, engleza britanică etc., se pot descrie în termenii a trei caracteristici, putându-le astfel asocia cu puncte dintr-un spațiu tridimensional. Aceste caracteristici sunt: deschiderea, locul de articulare (anterioritatea) și rotunjimea. Trebuie menționat totuși că aceste caracteristici nu sunt fonemic complet independente, așa cum se va vedea mai jos.

### Deschidere
Articol principal: Deschidere vocalică.
Vocalele pronunțate cu mandibula coborâtă și cu limba depărtată de cerul gurii se numesc deschise, pentru că se pronunță cu gura deschisă. O vocală deschisă tipică este [a]; această vocală este prezentă într-o formă sau alta în toate limbile cunoscute, inclusiv în cele care au numai două sau trei vocale. Prin contrast, vocalele pronunțate cu gura întredeschisă, cu limba relativ apropiată de palat, se numesc închise, un exemplu comun multor limbi fiind vocala [i]. Există și grade intermediare de deschidere, undeva la mijloc situându-se de exemplu vocala [e] din limba română.
Alfabetul Fonetic Internațional stabilește în total șapte niveluri de deschidere, deși nu există limbi care să conțină și să diferențieze vocale în toate aceste niveluri. Limba română distinge trei niveluri (de exemplu seria [a]-[e]-[i]), limba franceză distinge patru (de exemplu seria [a]-[ɛ]-[e]-[i]) etc.

### Locul de articulare
Articol principal: Anterioritate vocalică.
Prin locul de articulare se înțelege poziția de-a lungul căii vocale unde se aplică cea mai semnificativă constrângere a fluxului de aer. Dacă se iau de exemplu vocalele [o] din cuvântul bloc și [ø] din cuvântul bleu (pronunțat ca în franceză) și se pronunță alternativ ([ø]-[o]-[ø]-[o]) se va observa că singurul element care se modifică este poziția limbii, și anume locul unde aceasta se apropie mai mult de palat. Pentru [ø] locul de articulare este apropiat de partea din față (dinspre dinți) a cavității bucale, motiv pentru care [ø] este numită vocală anterioară, în timp ce [o] este o vocală posterioară. O pereche similară este formată din vocalele [u] (din cuvântul românesc dud) și [y] (din cuvântul german Gefühl /gə'fyːl/ sentiment).
Alfabetul Fonetic Internațional împarte vocalele după gradul de anterioritate în cinci categorii.
Este de remarcat că pe măsură ce vocalele se deschid (adică se apropie de [a]), caracterul de anterior/posterior devine neclar, pentru că sunetul produs depinde în acest caz mai puțin de poziția limbii cât de deschiderea gurii. Din acest motiv se poate considera că vocala [a] este o vocală fie anterioară fie centrală, iar tabelele de vocale reflectă această ambiguitate.
Limba română cunoaște cele trei grupe principale, dar nu are nici o pereche de vocale cu una anterioară și una posterioară care să difere numai prin acest caracter. De aceea exemplele de mai sus au fost date folosind vocale din alte limbi. Un contrast redus la jumătate (anterior - central) există totuși în perechile [i]-[ɨ] și [e]-[ə].

### Rotunjime
Un alt caracter care diferențiază vocalele este forma buzelor. În cele mai multe limbi există numai două variante, și anume dacă buzele sunt rotunjite vocalele respective se numesc și ele rotunjite ca de exemplu în limba română [o] și [u]. Prin contrast, vocalele pronunțate cu buzele într-o poziție relaxată se numesc nerotunjite, ca de exemplu [e] și [i]. În unele limbi, precum suedeza sau japoneza, se mai folosesc și vocale articulate cu buzele comprimate, o poziție diferită de cea rotunjită.
Rotunjirea este în multe limbi asociată cu locul de articulare, și anume vocalele articulate posterior se pronunță în general rotunjite. Acesta este și cazul limbii române, care nu are perechi de vocale diferențiate numai prin rotunjire. În alte limbi însă, ca franceza, germana sau turca, rotunjimea este un caracter mai mult sau mai puțin independent.

### Nazalizare
Toate vocalele din limba română sunt orale, în sensul că aerul este expirat aproape în exclusivitate pe gură. Limbi precum franceza și portugheza recurg în schimb și la vocale nazale în care o parte semnificativă din aer este dirijat să iasă pe nas, dând o culoare specifică acestor vocale.

### Încordare
Tensiunea mușchilor care intervin în articularea vocalelor constituie o altă caracteristică, dar este prezentă într-un număr limitat de limbi, un exemplu fiind engleza. De exemplu cuvintele englezești feel /fiːl/ (a simți) și fill /fɪl/ (a umple) diferă, printre altele, prin caracterul încordat al vocalei din primul caz, și cel relaxat în al doilea. În aceste limbi vocalele încordate apar adesea în silabe deschise (care se termină în vocale), în timp ce vocalele relaxate nu pot să apară decât urmate de o consoană, în silabe închise.

### Desonorizare
În cele mai multe limbi toate vocalele se pronunță sonor, cu vibrarea coardelor vocale, în afară de cazul când se vorbește în șoaptă. Există totuși limbi (de exemplu între limbile native ale Americii de Nord) în care în vorbirea normală se disting și vocale surde. În limba română se observă un fenomen de desonorizare a vocalei nesilabice /ʲ/ de exemplu de la sfârșitul cuvântului bați prin comparație cu aceeași vocală din cuvântul bani. Fenomene fonetice similare se întâlnesc în limba japoneză sau în dialectul din Quebec al limbii franceze, unde vocalele cuprinse între două consoane surde tind să fie desonorizate. De exemplu, în japoneză, cuvântul 好き suki (drag, plăcut) se pronunță cel mai adesea [su̥ki], asemănător cu cuvântul românesc schi, cu diferența că pe durata pronunțării consoanei /s/ buzele iau forma comprimată, caracteristică vocalei japoneze /u/.

### Alte moduri de articulare
O serie de limbi din Africa disting între vocale pronunțate prin retragerea rădacinii limbii și cele pronunțate prin avansarea acesteia. Alte limbi recurg la faringializare sau epiglotalizare în diferențierea vocalelor, uneori aceste vocale pronunțându-se strident, înlocuind vibrația coardelor vocale cu aceea a cartilajului aritenoid al laringelui.
În limbi precum engleza americană sau chineza mandarină vocalele pot fi rotacizate prin reducerea suplimentară a căii vocale cu vârful limbii, ceea ce face să difere de exemplu cuvântul englez burn (a arde) în varianta britanică /bɜːn/ de același cuvânt în varianta americană /bɝːn/.